# Sarcophaga mimobasalis
Sarcophaga mimobasalis är en tvåvingeart som först beskrevs av Ma 1964.  Sarcophaga mimobasalis ingår i släktet Sarcophaga och familjen köttflugor. Inga underarter finns listade i Catalogue of Life.